# Ага, Владимир
Влади́мир Ага́ (рум. Vladimir Aga; род. 9 ноября 1987, Кишинёв) — молдавский футболист, полузащитник; тренер. Главный тренер эстонского клуба «Феникс».

## Карьера

### Игрока
В футбол пришёл в 12 лет и его первым тренером был Сергей Балан.
В 2007 и 2008 году играл за сборную Молдавии по футзалу до 21 года.
Дебютировал в высшей лиге Молдавии, выступая за футбольный клуб «Костулены», 20 февраля 2011 года в игре против «Милсами».
29 октября 2021 года стал играющим тренером в йыхвиской футзальной команде «Феникс», которая в этот же день дебютировала в Первой лиге чемпионата Эстонии. В сезоне 2022/23 и 2024/25 играл в высшей лиге по футзалу.
30 июля 2022 года сыграл за йыхвиский «Феникс» во второй лиге чемпионата Эстонии.

### Тренера
С 2015 по 2016 год входил в тренерский штаб основной и юношеской (до 19 лет) женских сборных Молдавии по футболу.
В феврале 2018 года вместе с Мариусом Кодеску возглавил молдавский клуб «Зимбру», в июне этого же года покинул пост главного тренера. Под его руководством 23 мая 2018 года в финале кубка Молдовы команда проиграла со счётом 0:2 оргеевскому клубу «Милсами». С июля по ноябрь 2019 года снова возглавлял «зубров». Владимир Ага обладает лицензией PRO UEFA и в футбольных кругах Молдавии считается одним из самых перспективных тренеров в стране.
С 1 июля 2020 года стал работать главным тренером эстонского футбольного клуба «Феникс», где одновременно руководит командой до 16 лет и с осени 2021 года футзальной. В розыгрыше Кубка Эстонии 2022/23 по футзалу с командой дошёл до финала, где проиграл таллинскому клубу «Космос». На следующий год повторил с командой результат и дошёл до финала Кубка Эстонии, где проиграл клубу «Силмет» из Силламяэ.

## Личная жизнь
Женат и воспитывает двоих детей. Много лет является веганом.

## Достижения тренера
- Финалист Кубка Молдавии: 2017/18
- Серебряный призер третьей лиги (зона восток) Эстонии: 2021
- Серебряный призёр второй лиги Эстонии: 2023

### Футзал
- Финалист Кубка Эстонии (3): 2022/23[23], 2023/24, 2024/25
- Финалист Суперкубка Эстонии: 2023[26]